# Mandrino (medicina)

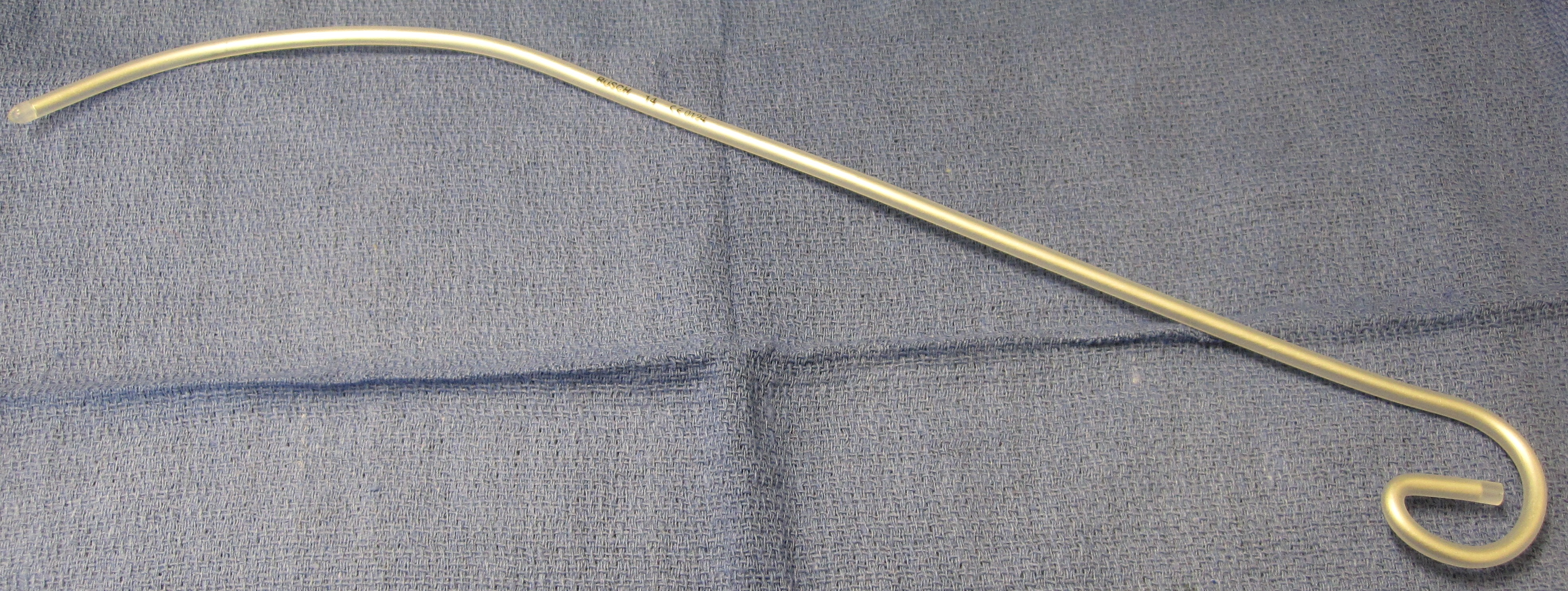
Un mandrino con il capo modellato

Il mandrino è un filo di alluminio modellabile e che viene inserito all'interno del tubo endotracheale per conferirgli maggiore rigidità e renderlo quindi modellabile, al fine di facilitare la manovra di intubazione nelle situazioni particolarmente complesse (collo rigido, bocca piccola, corde vocali non visualizzabili).
Il mandrino deve essere precedentemente lubrificato con appositi gel o spray al silicone; nel caso fosse rimasto inserito in un tubo per alcune ore dopo essere stato lubrificato, bisogna accertarsi che sia ancora possibile farlo scorrere e che non si sia quindi attaccato alla parete del tubo.
Il mandrino viene fatto scorrere all'interno del tubo endotracheale avendo cura di agevolarne il successivo sfilamento; non viene mai spinto oltre la punta del tubo perché ciò potrebbe provocare danni alla trachea: alcuni modelli hanno dei fermi regolabili, mentre alcuni in alluminio plastificato possono essere modellati per creare un uncino che funga da arresto ed evitare che la punta fuoriesca dal tubo endotracheale.